# Zitrusrindenriss-Viroid

Rechte Seite: Hopfenpflanze mit
klaren Symptomen eines CBCVd-Befalls

Das Citrus bark cracking viroid (Abk.: CBCVd, englisch auch Citrus viroid IV, CVd IV; deutsch Zitrusrindenriss-Viroid bzw. Zitrusviroid IV; Spezies Cocadviroid rimocitri) ist ein Viroid, das unter anderem Zitruspflanzen (Citrus sp.) und Hopfen (Humulus lupulus) infizieren kann. 
Die Art (Spezies) Cocadviroid rimocitri ist vom International Committee on Taxonomy of Viruses (ICTV) offiziell bestätigt.

## Genom und Struktur
Viroide bestehen nur aus der Erbsubstanz Ribonukleinsäure (RNA). Sie besitzen im Gegensatz zu Viren weder eine Hülle noch ein Kapsid aus Proteinen oder Lipiden. CBCVd besteht aus einer einzelsträngigen RNA mit einer Länge von 284 Nukleotiden. Die RNA faltet sich zu einer ringförmig geschlossenen, stäbchenförmigen Sekundärstruktur.

## Entdeckung und Namensherkunft
CBCVd wurde erstmalig 1988 in einem Feldisolat aus Zitruspflanzen kalifornischen Ursprungs nachgewiesen. Aufgrund der Sequenzlänge und des davon abhängigen Laufverhaltens in der Polyacrylamid-Gelelektrophorese wurde CBCVd zunächst als Citrus Viroid IV (CVd-IV) bezeichnet. Da in infizierten Bitterorangen (Poncirus trifoliata) häufig ein Aufreißen der Rinde beobachtet wird, wurde CVd-IV später in Citrus bark cracking viroid (englisch bark ‚Rinde‘; (to) crack ‚aufreißen‘) umbenannt.

## Krankheitsbild
Im Gegensatz zu anderen Viroiden, die Zitruspflanzen befallen wie z. B. das Citrus-Exocortis-Viroid (CEVd; Spezies Pospiviroid exocortiscitri) oder das Citrus dwarfing viroid (CDVd; Spezies Apscaviroid nanocitri), löst CBCVd in Zitrusgewächsen häufig keine oder nur milde Symptome aus.
Häufig bleiben die befallenen Zitrusbäume nur etwas kleiner, was aber keine Ertragsminderung bedeutet.
In Bitterorangen (Poncirus trifoliata) ist das namensgebende Aufreißen der Rinde zu beobachten.
In Zitronatzitronen (Citrus medica) sind moderate Symptome wie leichte Stauchungen, Epinastie der Blätter und Nekrosen der Mittelrippe beschrieben. In Hopfen verursacht CBCVd stark gestauchtes Wachstum, kleinere Blätter, Chlorosen und kleinere, missgebildete Dolden. Die Ausprägung von Symptomen ist sorten- und witterungsabhängig.

## Verbreitung
CBCVd ist weltweit in allen Zitrusanbauregionen verbreitet. In Hopfen wurde CBCVd zuerst in Slowenien, 2019 in Deutschland und 2022 in Brasilien nachgewiesen.
Im Rahmen einer 2023 veröffentlichten Studie zur Verbreitung von Viroiden in Früchten aus dem internationalen Handel wurde CBCVd in 6 % der untersuchten Zitrusfrüchte aus deutschen Supermärkten und in 10 % der untersuchten Früchte aus slowenischen Supermärkten nachgewiesen.

## Übertragung
CBCVd wird durch Pflanzensaft übertragen und kann daher leicht durch Berührung oder mechanische Bearbeitung von Pflanze zu Pflanze wandern. Eine Übertragung kann außerdem durch vegetative Vermehrung (z. B. Stecklinge oder Hopfenfechser) oder in Zitruspflanzen durch Propfen stattfinden. Eine Übertragung durch Pollen, Samen und Insekten konnte bisher nicht nachgewiesen werden.
CBCVd kann von im Boden befindlichen Zitrusschalen auf Hopfenpflanzen überspringen. Als Vorsichtsmaßnahme wird daher empfohlen, keine Reste von Zitrusfrüchten in Hopfenanbaugebieten wegzuwerfen oder Komposte, die Zitrusreste enthalten, auf Flächen auszubringen. Das gilt auch für Reste anderer Früchte, wie Traubenreste, da die Rispen von Weintrauben ebenfalls mit dem Hopfenstauche-Viroid (HSVd) ein hopfenschädliches Viroid enthalten können.

## Maßnahmen bei Befall
Gegen CBCVd gibt es keine wirksamen Pflanzenschutzmittel. Um eine Ausbreitung zu verhindern, müssen befallene Pflanzen sowie Pflanzen in der unmittelbaren Umgebung gründlich entfernt werden.

## Nachweis
CBCVd kann durch Reverse-Transkriptase-Polymerase-Kettenreaktion (RT-PCR) nachgewiesen werden.